# 里瓦達維亞縣 (聖胡安省)

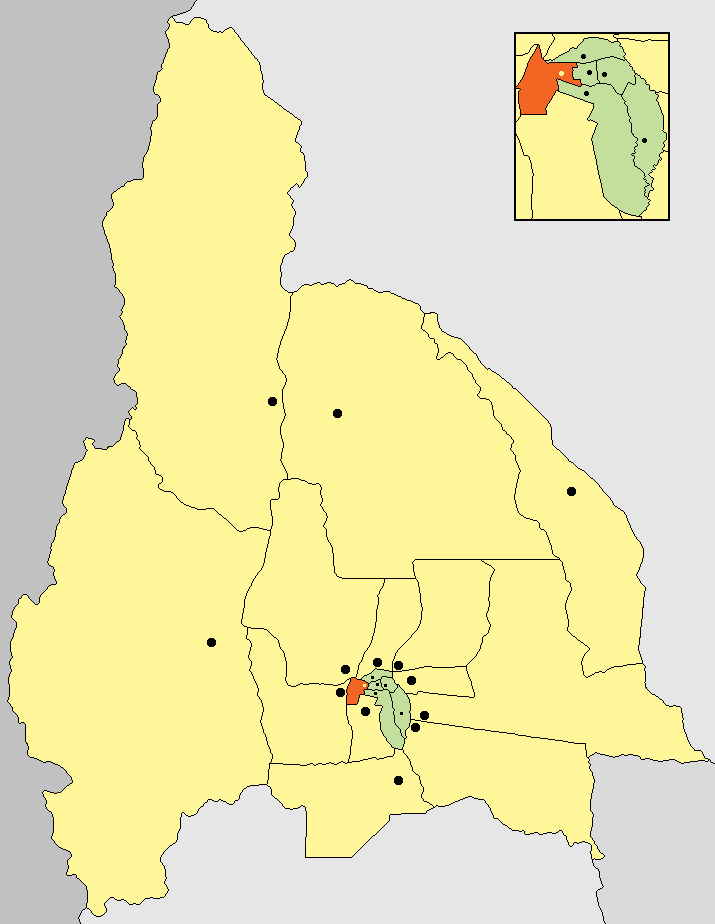

31°31′S 68°36′W / 31.517°S 68.600°W
里瓦達維亞縣（西班牙語：Departamento Rivadavia），是阿根廷的縣份，位於該國西部聖胡安省，首府設於里瓦達維亞，始建於1942年9月19日，面積157平方公里，2010年人口82,641，人口密度每平方公里526.38人。